# エアー北海道
エアー北海道株式会社（エアーほっかいどう、略称 ADK）は、かつて存在した全日本空輸 (ANA) グループの航空会社である。

## 概説
1994年にエアーニッポン (ANK)と北海道の共同出資で設立され、北海道内の離島3路線をANKから継承した。
稚内空港と利尻空港、礼文空港を結ぶ路線は、国や道、地元3町の補助を受け、着陸料減免も受けていたが、平均搭乗率30%前後、島民利用者数は1便平均1桁台と路線の維持が極めて困難な状態で、2003年3月31日をもって廃止された。
函館空港では奥尻空港便を夏期3往復、冬期2往復運航するほか、函館市内の夜間遊覧飛行も実施していた。こちらも採算にあわず、奥尻空港の滑走路延長にあわせて機材大型化を検討していたが、2004年度決算において前年の稚内線撤退による運賃と補助金収入がなくなった影響により、4千万円余りの債務超過に陥っていたことが発表された。このためANKからの借入金返済猶予の上、2006年3月31日をもって廃止され同社は解散。同年7月7日に清算が結了し、12年の歴史に幕を下ろした。函館 - 奥尻線は、同様に北海道が出資する第三セクターで日本航空 (JAL)グループの北海道エアシステム (HAC)に引き継がれた。

## 運航機材

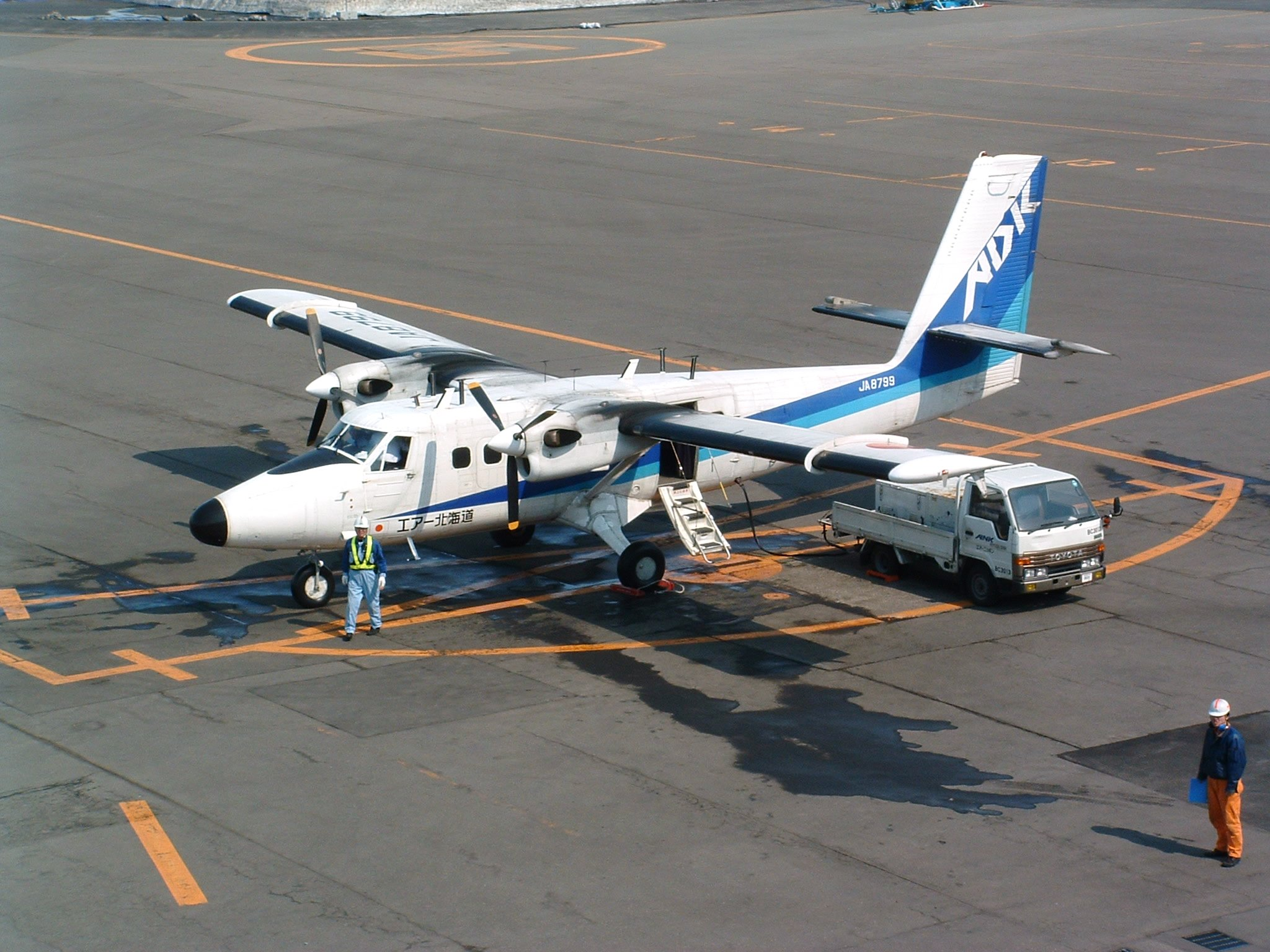
DHC-6-300（JA8799）

- デ・ハビランド・カナダDHC-6-300（ツインオッター） × 2機
  - 機体記号：JA8797 1970年製 (cn 285)
ベトナムの戦火をくぐり抜けた機体。ANKの前身・日本近距離航空 (NKA) が1974年の会社設立時にシンガポールより中古で購入。
2006年廃止後、アメリカ合衆国へ売却。機体記号N60MEとしてフェリー後、グランドキャニオン航空のVistaLiner（大型窓の遊覧飛行機）に改造。
  - 機体記号：JA8799 1974年製 (cn 420)
NKAが1974年の会社設立時に購入。
2003年廃止後、ドイツへ売却。機体記号D-ISKYとしてフェリー。

## 就航路線
- 稚内空港 - 利尻空港、礼文空港（2003年4月1日廃止）
- 函館空港 - 奥尻空港（2006年4月1日廃止）
- 函館市内夜間遊覧飛行（2006年廃止）